# راتنج البودوفيلوم
راتنج بودوفيلوم  ويعرف أيضاً باسم بودوفيلوم أو البودوفلين، هو راتنج مصنوع من جذور نبتة البدفيلم الأمريكية ، يُستخدم كدواء لمعالجة الثواليل التناسلية والثواليل الأخمصية بما في ذلك المصابين بمرض بفيروس نقص المناعة البشرية/الإيدز. لا يُوصى به للمرضى المصابين بفيروس الورم الحليمي دون ثواليل خارجية ، وينصح باسْتِخْدامه على الجلد من قبل طبيب الجلد.
تتضمن الآثار الجانبية الشائعة الإحمرار، والحكة والألم في مكان الاستخدام. قد تشمل الآثار الجانبية الخطيرة القيء وألم في البطن، تشويش، تثبيط نقي العظم والاسهال. لا يُنصح بوضعه على أكثر من منطقةٍ صغيرةٍ في المرة الواحدة. الاستخدام أثناء الحمل من المعروف أنة خطير للجنين. يعمل عن طريق بودوفلين الذي يوقف انقسام الخلايا.
يستخدم راتنج البودوفيلوم لمعالجة الثواليل منذ 1820. وهو ضمن قائمة منظمة الصحة العالمية للأدوية الأساسية، وهي الأدوية الأكثر فاعلية وأمانًا اللازمة في النظام الصحي. في الولايات المتحدة تبلغ تكلفة العلاج حوالي  50 إلى 100 دولار أمريكي. متوفر بصيغة معروفة باسم البودوفليو بآثار جانبية أقل.

## روابط خارجية
- "راتنج البودوفيلوم". بوابة معلومات الدواء. مكتبة الطب الوطنية الأمريكية. مؤرشف من الأصل في 2021-08-28.